# Сяо (чеснота)

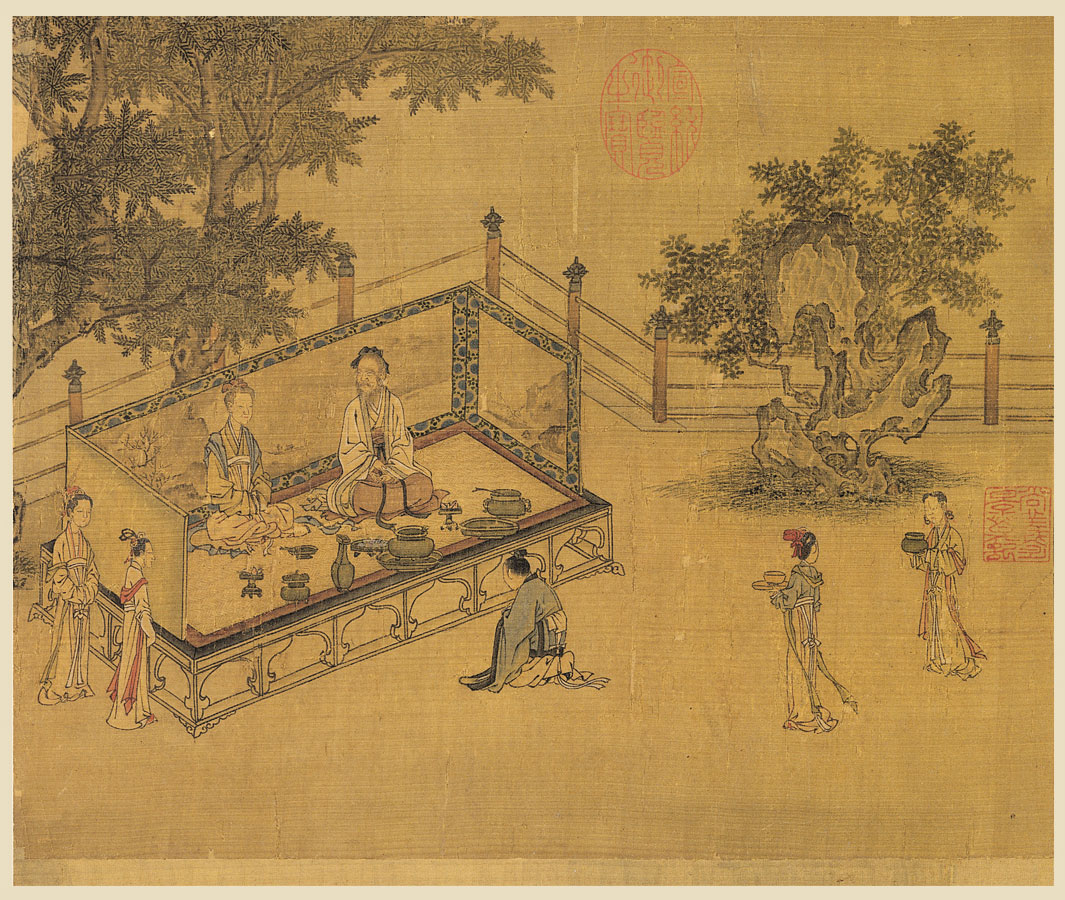
Син вклоняється батькам. Вияв послуху і шанобливості.

Ся́о (【孝】 кит.: xiào; кор. 효, хьо; яп. こう ко; англ. Filial piety) — одна з чеснот в конфуціанстві. Шанування власних батьків, послух батькам, служіння батькам. У ширшому значенні — шанування батьків і предків, послух старшим. Одне з базових понять східноазійської філософії й етики. Складова трьох основ. Запорука збереження порядку в патріархальній родині й, переносно, — в громаді або державі (в якій правитель отожнювався із батьком, а народ — із синами). Непослух батькам або нешанування батьків сприймалися як порушення суспільної норми, а інколи — тяжкий злочин. Переклади — синівський послух, синівська покірність, синівська шанобливість, синівська повага, синівське служіння тощо.

## Виникнення
жень
- Сяо цзін 孝經 (Classic of Filial Piety[en])

## Канонізація
Під час правління Вень-ді, п'ятого імператора династії Хань (180–157 до н. е.), було призначено державного спеціаліста («ерудит» боши) по інтерпретації та викладанню трактата «Сяо цзін». Після смерті другого імператора династії, Лю Їна (188 до н. е.) йому та його наступникам було надано титули, що розпочиналися із сяо. Починаючи з 187 до н. е. місцеві чиновники були зобов'язані висувати кандидатів на титул сяо-ті 孝悌 («шанобливий до батьків та старших свого покоління») з лави простолюдинів. Від 130 до н. е. умовою до отримання державної посади в імперії Хань була характеристика сяо-лянь 孝廉 («шанобливий до батьків та справедливий»), її надавали близько 200 особам кожного року.
Цікавим явищем ідеологічного сінкретизму стала даоська секта Сяо дао 孝道 (з 1171 Чжун-сяо дао 忠孝道), яка існувала з династії Тан та отримала патронаж від імператорів династії Сун Чжень-цзуна (правл. 997–1022) та Хуей-цзуна (1100–1026). Її особливістю був вжиток свят космічного оновлення для підкреслення сяо як зароку безпеки у державі.
Таким же чином цінність сяо була визнана деякими представниками буддизму в Китаї. Зокрема, йому приділяли увагу Цун Мі (Tsung-mi, 780–841, дин. Тан) та Ці Сун zh:契嵩 (1007–1072, дин. Сун). Останній визначав, що сяо охоплює п'ять принципів Віная (див. Панча Шила). У вченні Чистої Землі 淨土宗 наголошувалося, що ті, кому бракує шанобливості до батьків, попадуть в ад. У трактаті «Лянь цзун баоцзянь» 莲宗宝鉴 (13 ст.) наголошувалося: «Серце із сяо — то серце Будди. Усі дії із сяо — то дії Будди. Той, хто хоче дізнатися Шляху та стати таким, як Будда, має бути шанобливим та підтримувати батьків.»
Поширеність та суспільна вага вчення про синівську шанобливість відбилися у класичному творі для початкового навчання «Сань цзи цзін» 三字經 (Three Character Classic, 13 ст.), завершення якого викладає ідеал сяо: «Піднеси власне ім'я на славу батьків! Нехай предкам буде шанування, а нащадкам — добробут (揚名聲，顯父母；光于前，裕于后).» Так само, сяо отримує одне з провідних місць у трактаті Чжу Сі «Сяо сюе» 小學 (1185), найвпливовішій книзі у Китаї 13-14 століть.